# Border Ruffians

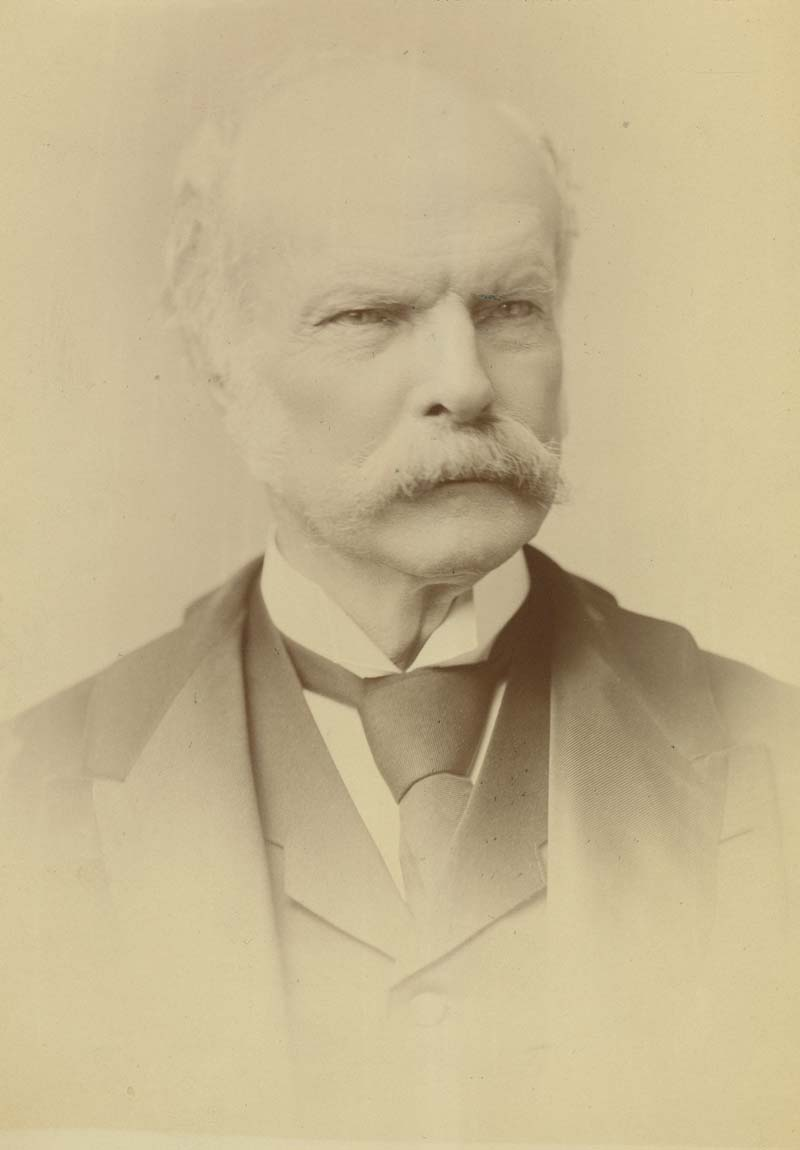
Benjamin Stringfellow (1816-1891), un Border Ruffian.

Les Border Ruffians sont une armée privée levée par les grands propriétaires esclavagistes du Missouri, à l'époque où l'histoire de la culture du coton est marquée par un conflit politique sur le gain de nouvelles terres à l'ouest, peu avant la guerre de Sécession.
Ils sont impliqués dans les événements sanglants du Bleeding Kansas, au moment d'une course politique entre abolitionnistes et esclavagistes pour déterminer si le Kansas, créé en 1861 en tant qu'État, avec deux représentants au Sénat, serait un état esclavagiste ou non.
Les propriétaires d’esclaves du Missouri militaient activement pour que les États-Unis restent un pays esclavagiste. Ils avaient créé les groupes politiques appelés les « Border Ruffians » (Voyous de la Frontière) qui traversaient la rive occidentale du Missouri pour se rendre sur les terres voisines du territoire du Kansas, où ils étaient engagés dans la lutte armée contre les abolitionnistes comme John Brown.
Dès mars 1855, les « Border Ruffians » du Missouri envahirent le Kansas durant la première élection menée dans le territoire et imposèrent une législature pro-esclavagiste. L'un de leurs chefs est Henry Théodore Titus, à l'origine de la création de Fort Titus, perdu lors de la bataille de Fort Titus et qui se reconvertira dans les actes de piraterie au Nicaragua. En 1857, le gouverneur du territoire du Kansas les renvoya et une paix fragile s'instaura.
L'un de leurs chefs est le shérif du comté de Douglas, Samuel J. Jones (1820-1880), venu du Missouri ainsi que Benjamin Franklin Stringfellow (en), attorney général du Missouri et border ruffian.
Une partie des Border Ruffians reprend du service pendant la guerre de Sécession, en particulier lors du massacre de Lawrence, puis après, lors des actions menées à la frontière venu du Missouri et du Kansas par William Quantrill, arrivé dans le Kansas en 1859, et le Gang James-Younger, composé de Jim Younger, son frère Cole Younger, et leurs cousins Frank James et Jesse James, qui sont tous les quatre enfants ou adolescents au moment des exactions des Border Ruffians.